# Guaynabo Fluminense Futbol Club
Guaynabo Fluminense Futbol Club é um time de futebol de Guaynabo, Porto Rico, fundado em 2002. É afiliado ao Fluminense Football Club, do Rio de Janeiro (Brasil), e, portanto, possui as mesmas cores e uniforme similar ao do clube carioca.

## História
O Guaynabo Fluminense estreou no campeonato portorriquenho de futebol em 2008, quando ficou na quarta posição entre oito clubes, permanecendo na Primeira Divisão nacional. Sua primeira partida foi um empate com o Gigantes de Carolina em 2 a 2.